# Amtsgericht Carlsruhe

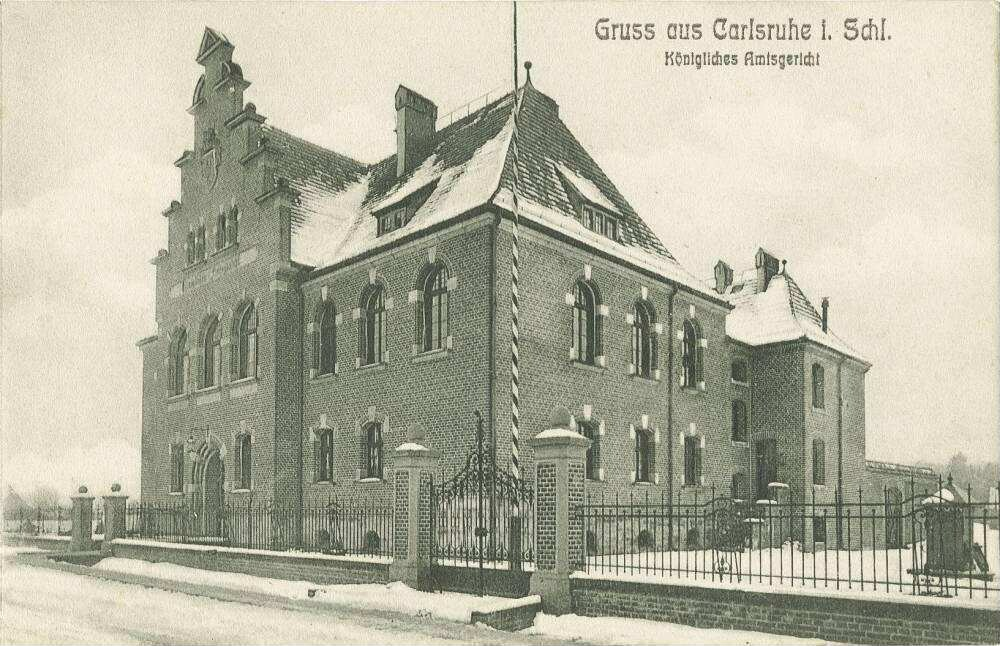
Amtsgerichtsgebäude (um 1918)

Das Amtsgericht Carlsruhe war ein preußisches Amtsgericht mit Sitz in Carlsruhe.

## Geschichte
In Carlsruhe bestand von 1849 bis 1879 die Gerichtsskommission Carlsruhe des Kreisgerichtes Oppeln. Das königlich preußische Amtsgericht Carlsruhe wurde mit Wirkung zum 1. Oktober  1879 als eines von 13 Amtsgerichten im Bezirk des Landgerichtes Oppeln im Bezirk des Oberlandesgerichtes Breslau gebildet. Der Sitz des Gerichtes war Carlsruhe. Sein Gerichtsbezirk umfasste aus dem Kreis Oppeln die Amtsbezirke Carlsruhe, Dammratsch, Königlich Dombrowka und Teile der Amtsbezirke Creutzburgerhütte und Murow. Am Gericht bestand 1880 eine Richterstelle. Das Amtsgericht war damit ein kleines Amtsgericht im Landgerichtsbezirk.
Im Jahre 1945 wurde der Amtsgerichtsbezirk unter polnische Verwaltung gestellt, und die deutschen Einwohner wurden vertrieben. Damit endete auch die Geschichte des Amtsgerichtes Carlsruhe.